# Camp bosònic
En teoria quàntica de camps, un camp bosònic és un camp els quanta del qual són bosons; és a dir, quanta que obeeixen l'estadística de Bose–Einstein. Els camps bosònics obeeixen les relacions de commutació canòniques, a diferència dels camps fermiònics que satisfan les relacions d'anticommutació canòniques. Exemples de camps bosònics són els camps escalars que descriuen partícules d'espín-0 com el bosó de Higgs, i camps de gauge, descrivint partícules d'espín-1 com el fotó.

## Propietats bàsiques
Els camps bosònics lliures que no interaccionen (així com els camps bosònics interactuants que evolucionen temporalment lliurement, sent-ne els efectes de la interacció codificats en l'evolució dels estats), obeeixen relacions de commutació canòniques. Són aquestes relacions de commutació les que impliquen que els quanta dels camps obeeixen l'estadística de Bose–Einstein.

## Exemples
Entre els camps bosònics existeixen camps escalars, camps de gauge, i camps tensorials simètrics, que tenen espins 0, 1 i 2 respectivament i que es caracteritzen per la seva covariància sota transformacions de Lorentz. Els exemples físics associats són el camp de Higgs, el camp del fotó, i el camp del gravitó. Dels dos darrers, només el camp de fotó pot ser quantitzat emprant els mètodes convencionals de quantificació canònica o d'integral de camins. Aquest fet ha portat a la teoria de l'electrodinàmica quàntica, una de les teories més exitoses de la física. La quantificació de la gravetat, d'una altra banda, és un problema de llarga durada que ha portat al desenvolupament de teories com la teoria de cordes i la gravitació quàntica de llaços.

## Espín i estadística
El teorema d'estadística de l'espín implica que la quantificació de teories de camp relativista locals en 3+1 dimensions porten a camps quàntics bosònics o fermiònics, i.e. camps que obeeixen les relacions de commutació o d'anticommutació, segons si tenen espins enters o mig-enters, respectivament. Els camps bosònics són aquells corresponents a partícules amb espín enter.
En una teoria no-relativista de molts-cossos, l'espín i les propietats estadístiques dels quanta no estan directament relacionades. De fet, s'assumeixen les relacions de commutació o d'anticommutació segons si hom pretén estudiar una teoria corresponent a partícules que obeeixen l'estadística de Bose–Einstein o de Fermi–Dirac. En aquest context, l'espín apareix com un nombre quàntic intern que està només fenomenològicament relacionat amb les propietats estadístiques dels quanta. Entre els exemples de camps bosònics no-relativistes podem trobar els que descriuen àtoms bosònics freds, com l'Heli-4.
Els camps no relativistes no són tan fonamentals com els seus equivalents relativistes: els primers proporcionen un "embalatge" convenient de la funció d'ones que descriu l'estat del sistema multi-cossos, mentre que els segons són una conseqüència necessària de fer compatibles les teories de relativitat i mecànica quàntica.